# فانيا فارغاس
فانيا فارغاس (بالإسبانية: Vania Vargas)‏ هي كاتِبة وصحفية وشاعرة غواتيمالية، ولدت في 12 يناير 1978 في كويتزالتنانغو في غواتيمالا.